# Capeta
Capeta (ｃａｐｅｔａ ―カペタ―?, Kapeta) è un manga spokon incentrato sul mondo dei go-kart scritto e disegnato da Masahito Soda, pubblicato in Giappone sulla rivista Monthly Shōnen Magazine di Kōdansha dal marzo 2003 all'aprile 2013. Nel 2005, l'opera ha vinto il premio Kodansha per i manga nella categoria shōnen.
La trasposizione anime è stata prodotta nel 2005 da Studio Comet e trasmessa in Giappone su TV Tokyo dal 4 ottobre 2005 al 26 settembre 2006 per un totale di 52 episodi. In Italia la serie è stata mandata in onda su Rai Gulp dal 18 gennaio al 10 marzo 2011 ed è distribuita da Yamato Video per il mercato home video. Dal 16 settembre al 22 novembre 2013 è stato pubblicato per lo streaming su internet sul canale di YouTube Yamato Animation; è disponibile, sempre per lo streaming legale gratuito, sul canale Animemanga di Popcorn TV.

## Trama
Kappeita Taira, conosciuto da tutti come "Capeta", è un ragazzino di 10 anni che ha un solo parente in vita, il padre Shigeo; cerca di essere utile svolgendo i lavori di casa ed evitando di recare preoccupazioni al proprio genitore. Pian piano scopre la sua passione per i go-kart e quando il padre riesce a costruirgliene uno e a farlo correre in pista per la prima volta la sua avventura, che lo porterà nel giro di pochi anni al sogno della Formula 1, ha inizio: accompagnato dagli amici di infanzia, Nobu Ando e Monami Suzuki, Capeta crescerà e maturerà nel corso della saga (dai 10 ai 14, e infine 16 anni) nutrendo la speranza di passare di categoria e di poter competere col suo grande rivale Naomi Minamoto, obiettivo che persegue con non poche difficoltà principalmente economiche, dato l'umile lavoro del padre.
La serie si divide in tre parti separate: la prima spiega le prime esperienze di Capeta nel go-kart (10 anni), la seconda è ambientata pochi anni dopo dove si incontra il protagonista alle prese con le prime gare (14 anni), la terza infine racconta del raggiungimento del desiderio di Capeta di diventare un professionista di tale sport (16 anni).

## Personaggi
Kappeita Taira "Capeta" (平 勝平太 「カペタ」?, Taira Kappeita "Kapeta")
Doppiato da: Naoto Adachi (da bambino; ep. 1-14) e Toshiyuki Toyonaga (ep. 15-52) (ed. giapponese), Annalisa Longo (da bambino; ep. 1-14) e Simone Lupinacci (ep. 15-52) (ed. italiana)
All'inizio dell'anime ha 10 anni (gareggia con il Nº 14), poi 14 (con il Nº 30) e infine 16 (con il Nº 63). Taira mette piede nel mondo delle corse quando suo padre gli costruisce un kart. Il suo interesse per le macchine però inizia molto prima. È un ragazzo brillante e di talento che mostra la sua adattabilità e il suo temperamento. Molta gente è attratta dalle gare a cui partecipa Capeta perché in pista trasmette molto e motiva perfino i suoi avversari. Sua madre è morta quando era piccolo, quindi ha sempre svolto anche i lavori di casa per aiutare il padre. Naomi Minamoto è il suo più grande rivale, è di un anno più grande di Taira, il qual vuole confrontarsi con lui, tuttavia lo sente sempre un passo avanti e irraggiungibile. Il suo idolo è una figura basata su uTutti pensano che Monami sia la sua fidanzata ma a lui la ragazza non interessa. Prova una strana rabbia quando parla con la sua rivale di Formula Stella. Essendo sempre limitato da problemi economici il suo talento è rimasto parzialmente sopito fino alla FSRS (Formula Stella Racing School). Nella gara di Haruna è arrivato secondo per un soffio superando uno ad uno tutti gli avversari e risalendo fino alle prime posizioni, partendo dall'ultima, sotto un acquazzone che ha dato problemi a tutti. Dopo quella gara è stato ricoverato in ospedale per due mesi a causa delle costole che si era rotto durante la gara di Haruna, provocate dal troppo sforzo per tirare avanti un kart così mal ridotto vecchio addirittura di quattro anni (quando il padre lo acquistò era già vecchio di un anno). L'autore ha creato Capeta ispirandosi in parte alla figura di Ayrton Senna da Silva, leggendario pilota di Formula 1 realmente esistito.
Shigeo Taira (平 茂雄?, Taira Shigeo)
Doppiato da: Shin'ya Kote (ed. giapponese), Alessandro Zurla (ed. italiana)
Padre di Capeta. Lavora in una Compagnia di Pavimentazione (Ikari Pavimentazioni) e spesso non è a casa. Data la povertà della propria famiglia cerca di lavorare sempre duramente anche per sostenere il costoso cammino del figlio nel mondo dei Kart Racing. Shigeo ha costruito il primo kart usato da Capeta; è innamorato pazzamente della signora Minamoto. Sostiene sempre suo figlio e cerca di non fargli mancare nulla. A volte dice cose stupide ma ha un gran cuore.
Monami Suzuki (鈴木 茂波?, Suzuki Monami)
Doppiata da: Yume Miyamoto (da bambina; ep. 1-14) e Mika Kikuchi (ep. 15-52) (ed. giapponese), Daniela Fava (ed. italiana)
Amica d'infanzia di Capeta. Odia la signora Minamoto, è molto aggressiva e tenace ma sa anche essere gentile e premurosa. Monami è la maggiore sostenitrice del Team Capeta. Si definisce il coach del team. Durante la gara di Haruna un fotografo della Chardonnet Entertainment si era interessato a lei. Dopo aver fatto vedere le foto alla signora Tamaki, quest'ultima ha incontrato Monami per offrirle un ingaggio. Più avanti diventerà una cantante, per realizzare il sogno di rendere felici gli altri con la propria voce, ma non smetterà di supportare Nobu e Capeta. È ambiziosa e le piace essere al centro dell'attenzione. Prima di diventare una cantante fa una pubblicità per la clinica Minamoto, organizzata dalla Chardonnet in cui gira una scena in abito da sposa con Naomi. Non conosce nulla delle macchine infatti l'unica cosa che gli interessa è sconfiggere il team della signora Minamoto, da lei soprannominata "strega", e vedere Capeta arrivare al primo posto. Nella seconda stagione diventa una bellissima ragazza, tanto da far innamorare pazzamente sia Nobu che Ryo. Nella prima parte della serie ha un'infatuazione per il padre di Capeta e cerca sempre di allontanarlo da Nanako, ma una volta cresciuta non si innamora di nessun ragazzo.
Nobu Ando (安藤 信?, Andō Nobu)
Doppiato da: Yuuta Takihara (da bambino; ep. 1-14) e Kōhei Kiyasu (ep. 15-52) (ed. giapponese), Davide Garbolino (ed. italiana)
All'inizio si burlava di Capeta, ma dopo aver conosciuto la sua passione per i kart è diventato il suo migliore amico. Nobu è il team manager del team Capeta ed ha un debole per Monami. Quando da bambino è andato all'Un-bara Kart Land del signor Kumada con Capeta e Monami, si è dimostrato molto pavido rifiutando con una scusa di salire sul Kart. Tenta sempre di dare del suo meglio per aiutare il team, cercando sponsor, addirittura partecipando a una gara per il festival dell'Un-bara Kart Land. Nonostante la febbre alta, ha fatto di tutto per mantenere una posizione abbastanza buona da permettere a Capeta di vincere mentre l'amico era andato all'ospedale; a Capeta era stato comunicato che Shigeo aveva avuto un malore, ma in realtà si era solo slogato una caviglia. Nonostante gli sforzi alla fine in quella gara i ragazzi sono arrivati terzi. Il risultato migliore ottenuto da Nobu è stata la possibilità di ammettere Capeta alla FSRS. Continua a seguire Capeta anche dopo che il loro team si è dovuto sciogliere.
Naomi Minamoto (源 奈臣?, Minamoto Naomi)
Doppiato da: Ryō Naitō (ed. giapponese), Maurizio Merluzzo (ed. italiana)
Naomi è solo di un anno più grande di Taira, figlio della signora Minamoto. È un tipo di ragazzo molto serioso per quanto riguarda kart e auto da corsa. Naomi non ha mai perso una gara ed è severo con se stesso e con gli altri. Si rende subito conto delle ingiustizie e delle difficoltà che avrebbe incontrato in questo mondo e la sola cosa che gli interessa è la Formula Uno. Dopo aver visto la prima gara di Taira, comincia a vederlo come un rivale. Anche se non lo dà molto a vedere si augura anche lui di poter gareggiare contro Capeta. Gira una pubblicità con Monami perché il regista lo giudica perfetto: lui, infatti, è un tipo di poche parole e le poche cose che dice a Capeta sono consigli che però bisogna interpretare.
Nanako Minamoto (源 奈々子?, Minamoto Nanako)
Doppiata da: Yuu Daiki (ed. giapponese), Elda Olivieri (ed. italiana)
La madre di Naomi, è il Team Manager del team della Autohouse Racing sponsorizzato dalla Liarize. A lei interessano anche le gare di Capeta dato che ne riconosce fin dall'inizio il talento, tanto da proporgli di entrare nel proprio team. In passato anche lei gareggiava con i Kart.
Sarukki (サルッキー?, Sarukkī)
Doppiata da: Mika Ishibashi (ed. giapponese), Federica Valenti (ed. italiana)
Scimmiettina regalata a Capeta da Momotaro Tagawajo, molto simpatica a Monami e al presidente Ikari. Quando al Team Capeta servivano dei soldi, per riuscire a guadagnare almeno qualche spicciolo, usavano Sarukki per organizzare piccoli spettacolini in strada.
Isamu Tobita (飛田 勇?, Tobita Isamu)
Doppiato da: Kei Watanabe (ed. giapponese), Omar Maestroni (ed. italiana)
Fa anche lui parte della Autohouse Racing Team e gareggia con Capeta. È nominato come il successore di Minamoto.
Ryou Shiba (志波 リョウ?, Shiba Ryou)
Doppiato da: Takeshi Maeda (ed. giapponese), Ruggero Andreozzi (ed. italiana)
Pilota molto abile sul bagnato è conosciuto dapprima come rivale di Minamoto, poi diventerà rivale di Capeta. Anche lui cerca in tutti i modi di stare al passo di Naomi. Ha una grande cotta per Monami. Si è dimostrato un talento fin da piccolo come Capeta, con uno stile a dir poco impeccabile sul bagnato, cosa straordinaria per un bambino così piccolo. Il signor Oka intuendo le capacità di Ryou l'ha preso sotto la sua tutela e l'ha inserito nel mondo delle corse. La sua prima vittoria nella categoria ICA la ottiene alla gara di Haruna dopo un appassionate duello con Capeta combattuto sotto la pioggia.
Toshiki Ikari (井狩 俊樹?, Ikari Toshiki)
Doppiato da: Tony Hirota (ed. giapponese), Giovanni Battezzato (ed. italiana)
Presidente e proprietario della Ikari Pavimentazioni, la ditta presso cui lavora il padre di Capeta. Persona molto dedita al lavoro, è apparentemente burbero ma in realtà è dotato di buon cuore, e sosterrà economicamente gli inizi di carriera di Capeta. In seguito capirà che il ragazzo gli assomiglia molto nell'impegno e gli presterà i soldi che servono per la borsa di studio della Formula Stella Racing School.
Signor Kumada (熊田?, Kumada)
Doppiato da: Kōichi Nagano (ed. giapponese), Marco Pagani (ed. italiana)
Gestore della pista Un-Bara Kart Land, dove Capeta effettua i suoi primi giri in kart e dove si allena regolarmente; segue in circuito Capeta sin dalla sua prima gara, diventando così un membro del Team Capeta. Si innamora della signora Minamoto nonostante sia felicemente sposato.

## Manga

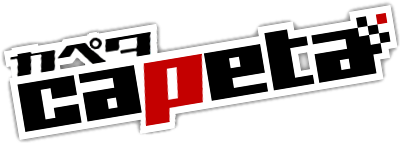
Logo della serie

Il manga è stato pubblicato da Kōdansha a partire da marzo 2003 sulla rivista Monthly Shōnen Magazine e si è concluso l'aprile 2013. È stato raccolto in 32 tankōbon pubblicati a partire dal 17 ottobre 2003 ed è inedito in Italia. A differenza della serie anime dove per rispettare il copyright i nomi e i loghi noti sono mostrati con differenze nell'ordine delle lettere o con piccole variazioni, nel manga non sono state effettuate alterazioni.

### Volumi
| Nº | Data di prima pubblicazione | Data di prima pubblicazione                   | Data di prima pubblicazione |
| Nº | Giapponese                  | Giapponese                                    |                             |
| -- | --------------------------- | --------------------------------------------- | --------------------------- |
| 1  | 17 ottobre 2003             | ISBN 978-4-06-334785-2                        |                             |
| 2  | 17 ottobre 2003             | ISBN 978-4-06-334786-9                        |                             |
| 3  | 17 febbraio 2004            | ISBN 978-4-06-334840-8                        |                             |
| 4  | 17 maggio 2004              | ISBN 978-4-06-334871-2                        |                             |
| 5  | 17 agosto 2004              | ISBN 978-4-06-334905-4                        |                             |
| 6  | 17 novembre 2004            | ISBN 978-4-06-334937-5                        |                             |
| 7  | 17 marzo 2005               | ISBN 978-4-06-334976-4                        |                             |
| 8  | 15 luglio 2005              | ISBN 978-4-06-372036-5                        |                             |
| 9  | 17 ottobre 2005             | ISBN 978-4-06-372089-1                        |                             |
| 10 | 16 febbraio 2006            | ISBN 978-4-06-372131-7                        |                             |
| 11 | 16 giugno 2006              | ISBN 978-4-06-372162-1                        |                             |
| 12 | 17 ottobre 2006             | ISBN 978-4-06-372213-0                        |                             |
| 13 | 16 febbraio 2007            | ISBN 978-4-06-372267-3                        |                             |
| 14 | 17 luglio 2007              | ISBN 978-4-06-372319-9                        |                             |
| 15 | 16 novembre 2007            | ISBN 978-4-06-372392-2                        |                             |
| 16 | 17 marzo 2008               | ISBN 978-4-06-362106-8 ISBN 978-4-06-375460-5 |                             |
| 17 | 17 luglio 2008              | ISBN 978-4-06-375520-6                        |                             |
| 18 | 17 novembre 2008            | ISBN 978-4-06-375596-1                        |                             |
| 19 | 17 aprile 2009              | ISBN 978-4-06-375690-6                        |                             |
| 20 | 17 agosto 2009              | ISBN 978-4-06-375776-7                        |                             |
| 21 | 17 dicembre 2009            | ISBN 978-4-06-375823-8                        |                             |
| 22 | 17 maggio 2010              | ISBN 978-4-06-375916-7                        |                             |
| 23 | 13 ottobre 2010             | ISBN 978-4-06-375961-7                        |                             |
| 24 | 12 marzo 2011               | ISBN 978-4-06-376035-4                        |                             |
| 25 | 15 luglio 2011              | ISBN 978-4-06-376088-0                        |                             |
| 26 | 17 novembre 2011            | ISBN 978-4-06-376141-2                        |                             |
| 27 | 17 febbraio 2012            | ISBN 978-4-06-376195-5                        |                             |
| 28 | 17 maggio 2012              | ISBN 978-4-06-376637-0                        |                             |
| 29 | 17 agosto 2012              | ISBN 978-4-06-376685-1                        |                             |
| 30 | 16 novembre 2012            | ISBN 978-4-06-376726-1                        |                             |
| 31 | 15 febbraio 2013            | ISBN 978-4-06-376782-7                        |                             |
| 32 | 17 maggio 2013              | ISBN 978-4-06-376821-3                        |                             |

### Guide Book
Uscita durante la pubblicazione del manga, è una guida che riguarda gli sport motoristici, in particolare quelli presenti nell'opera.
1. capeta THE GUIDE BOOK, 17 ottobre 2005, ISBN 978-4-06-372082-2.

## Anime
L'anime, prodotto da Studio Comet, è stato trasmesso dall'ottobre 2005 al settembre 2006 su TV Tokyo. 
La serie, che ricorda per molti versi Initial D, ambientato anch'esso nel mondo dell'automobilismo, presta molta attenzione ai particolari tecnici dell'auto da go-kart con non pochi effetti di computer grafica; non a caso sia lo studio che il regista della serie Shin Misawa hanno rispettivamente lavorato anche per Initial D: First Stage.
In Italia è distribuito da Yamato Video per il mercato home video ed è andato in onda in prima visione su Rai Gulp tra il gennaio e il marzo 2011. Dal 16 settembre al 22 novembre 2013 è stato pubblicato per lo streaming su internet sul canale di YouTube Yamato Animation; è disponibile, sempre per lo streaming legale gratuito, sul canale Animemanga di PopcornTV.

### Episodi
| Nº      | Titolo italiano Giapponese 「Kanji」 - Rōmaji - Traduzione letterale                          | In onda           | In onda          |
| Nº      | Titolo italiano Giapponese 「Kanji」 - Rōmaji - Traduzione letterale                          | Giapponese        | Italiano         |
| Lap. 1  | Oltre il limite 「リミッターをはずせ！」 - Rimittā wo hazuse! – "Oltrepassa il limite!"       | 4 ottobre 2005    | 18 gennaio 2011  |
| Lap. 2  | Il primo kart 「オレのカート！」 - Ore no kāto! – "Il mio kart!"                              | 11 ottobre 2005   | 19 gennaio 2011  |
| Lap. 3  | Il primo giro in pista 「初めてのサーキット！」 - Hajimete no sākitto! – "Il primo circuito!" | 18 ottobre 2005   | 20 gennaio 2011  |
| Lap. 4  | A tutto gas 「フルスロットル！」 - Furusurottoru! – "Full Throttle!"                          | 25 ottobre 2005   | 21 gennaio 2011  |
| Lap. 5  | Rivali 「ライバル！」 - Raibaru! – "Rivali!"                                                  | 1º novembre 2005  | 22 gennaio 2011  |
| Lap. 6  | Team Capeta 「チーム・カペタ！」 - Chīmu Kapeta! – "Team Capeta!"                             | 8 novembre 2005   | 23 gennaio 2011  |
| Lap. 7  | Le prove 「エントリー！」 - Entorī! – "Entry!"                                                | 15 novembre 2005  | 24 gennaio 2011  |
| Lap. 8  | Problemi in pista 「クラッシュ！」 - Kurasshu! – "Crash!"                                     | 22 novembre 2005  | 25 gennaio 2011  |
| Lap. 9  | Il record della pista 「コースレコード！」 - Kōsurekōdo! – "Course Record!"                   | 29 novembre 2005  | 26 gennaio 2011  |
| Lap. 10 | Le qualifiche 「タイムトライアル！」 - Taimu toraiaru! – "Time Trial!"                        | 6 dicembre 2005   | 27 gennaio 2011  |
| Lap. 11 | Partenza 「スタート！」 - Sutāto! – "Start!"                                                  | 13 dicembre 2005  | 28 gennaio 2011  |
| Lap. 12 | Battaglia! 「バトル！」 - Batoru! – "Battle!"                                                 | 20 dicembre 2005  | 29 gennaio 2011  |
| Lap. 13 | Strategia di squadra 「チームオーダー！」 - Chīmu ōdā! – "Team Order!"                        | 27 dicembre 2005  | 30 gennaio 2011  |
| Lap. 14 | Vittoria 「ウィナー！」 - Uinā! – "Winner!"                                                   | 2 gennaio 2006    | 31 gennaio 2011  |
| Lap. 15 | Promozione 「ステップ・アップ！」 - Suteppu appu! – "Step Up!"                                | 10 gennaio 2006   | 1º febbraio 2011 |
| Lap. 16 | Penalità 「ペナルティー！」 - Penaruti! – "Penalty!"                                          | 17 gennaio 2006   | 2 febbraio 2011  |
| Lap. 17 | La rimonta 「オーバーテイク！」 - Ōbāteiku! – "Overtake!"                                     | 24 gennaio 2006   | 3 febbraio 2011  |
| Lap. 18 | Caccia allo sponsor 「スポンサー！」 - Suponsā! – "Sponsor!"                                  | 31 gennaio 2006   | 4 febbraio 2011  |
| Lap. 19 | L'ospite d'onore 「フェスティバル！」 - Fesutibaru! – "Festival!"                             | 7 febbraio 2006   | 5 febbraio 2011  |
| Lap. 20 | Compagni di squadra 「パートナー！」 - Pātonā! – "Partner!"                                   | 14 febbraio 2006  | 6 febbraio 2011  |
| Lap. 21 | Storia delle corse 「レーシング・ヒストリー」 - Rēshingu hisutorī – "Racing History"          | 21 febbraio 2006  | 7 febbraio 2011  |
| Lap. 22 | Pressione 「プレッシャー！」 - Puresshā! – "Pressure!"                                        | 28 febbraio 2006  | 8 febbraio 2011  |
| Lap. 23 | L'ultima chance 「ラストチャンス！」 - Rasuto chansu! – "Last Chance!"                        | 7 marzo 2006      | 9 febbraio 2011  |
| Lap. 24 | Condizioni critiche 「コンディション！」 - Kondishon! – "Condition!"                          | 14 marzo 2006     | 10 febbraio 2011 |
| Lap. 25 | Giovani talenti 「リバース！」 - Ribāsu! – "Reverse!"                                         | 21 marzo 2006     | 11 febbraio 2011 |
| Lap. 26 | Prova di forza 「トラクション！」 - Torakushon! – "Traction!"                                 | 28 marzo 2006     | 12 febbraio 2011 |
| Lap. 27 | Bandiera blu 「ブルー・フラッグ！」 - Burū furaggu! – "Blue Flag!"                            | 4 aprile 2006     | 13 febbraio 2011 |
| Lap. 28 | Strategie! 「チャレンジ！」 - Charenji! – "Challenge!"                                        | 11 aprile 2006    | 14 febbraio 2011 |
| Lap. 29 | Questione di gomme 「スリック・タイヤ！」 - Surikku taiya! – "Slick Tire!"                    | 18 aprile 2006    | 15 febbraio 2011 |
| Lap. 30 | Sotto la pioggia 「ハード・レイン！」 - Hādo rein! – "Hard Rain!"                             | 25 aprile 2006    | 16 febbraio 2011 |
| Lap. 31 | Testa a testa 「サイド・バイ・サイド！」 - Saido bai saido! – "Side by Side!"                 | 2 maggio 2006     | 17 febbraio 2011 |
| Lap. 32 | Ultimo giro! 「ファイナル・ラップ！」 - Fainaru rappu! – "Final Lap!"                         | 9 maggio 2006     | 18 febbraio 2011 |
| Lap. 33 | Il colloquio 「プレゼンテーション！」 - Purezentēshon! – "Presentation!"                      | 16 maggio 2006    | 19 febbraio 2011 |
| Lap. 34 | La proposta 「スカウト！」 - Sukauto! – "Scout!"                                              | 23 maggio 2006    | 20 febbraio 2011 |
| Lap. 35 | Tutti sul set! 「パフォーマンス！」 - Pafōmansu! – "Performance!"                             | 30 maggio 2006    | 21 febbraio 2011 |
| Lap. 36 | Riposo forzato 「アイドリング！」 - Aidoringu! – "Idling!"                                    | 6 giugno 2006     | 22 febbraio 2011 |
| Lap. 37 | Il nuovo kart 「ニューマシン！」 - Nyū mashin! – "New Machine!"                               | 13 giugno 2006    | 23 febbraio 2011 |
| Lap. 38 | Formula Stella! 「フォーミュラ・ステラ！」 - Fōmyura Sutera! – "Formula Stella!"              | 20 giugno 2006    | 24 febbraio 2011 |
| Lap. 39 | Primi passi! 「ファースト・ステップ！」 - Fāsuto suteppu! – "First Step!"                     | 27 giugno 2006    | 25 febbraio 2011 |
| Lap. 40 | Prove su pista 「シフトアップ！」 - Shifutoappu! – "Shift Up!"                                | 4 luglio 2006     | 26 febbraio 2011 |
| Lap. 41 | Voglia di vincere 「ブラインド・コーナー！」 - Buraindo kōnā! – "Blind Corner!"               | 11 luglio 2006    | 27 febbraio 2011 |
| Lap. 42 | La svolta 「ターニング・ポイント！」 - Tāningu pointo! – "Turning Point!"                     | 18 luglio 2006    | 28 febbraio 2011 |
| Lap. 43 | Una corsa all'ultimo respiro 「ヒートアップ！」 - Hītoappu! – "Hit Up!"                       | 25 luglio 2006    | 1º marzo 2011    |
| Lap. 44 | In pista! 「ピット・イン！」 - Pitto in! – "Pit In!"                                          | 1º agosto 2006    | 2 marzo 2011     |
| Lap. 45 | La strada per la vittoria 「ビクトリー・ロード！」 - Bikutorī rōdo! – "Victory Road!"         | 8 agosto 2006     | 3 marzo 2011     |
| Lap. 46 | La selezione 「オーディション！」 - Ōdishon! – "Audition!"                                    | 15 agosto 2006    | 4 marzo 2011     |
| Lap. 47 | La vittoria perfetta! 「パーフェクト・ウィン！」 - Pāfekuto uin! – "Perfect Win!"             | 22 agosto 2006    | 5 marzo 2011     |
| Lap. 48 | Il debutto 「ネクスト・ステージ！」 - Nekusuto sutēji! – "Next Stage!"                        | 29 agosto 2006    | 6 marzo 2011     |
| Lap. 49 | Avversari 「バーサス！」 - Bāsasu! – "Versus!"                                                | 5 settembre 2006  | 7 marzo 2011     |
| Lap. 50 | La seconda guida 「セカンド・ドライバー！」 - Sekando doraibā! – "Second Driver!"             | 12 settembre 2006 | 8 marzo 2011     |
| Lap. 51 | Forza Capeta! 「レッド・ゾーン！」 - Reddo zōn! – "Red Zone!"                                 | 19 settembre 2006 | 9 marzo 2011     |
| Lap. 52 | Bandiera a scacchi 「チェッカー・フラッグ！」 - Chekkā furaggu! – "Checkered Flag!"           | 26 settembre 2006 | 10 marzo 2011    |

### Sigle
In Italia vengono usate le sigle originali.
Sigla di apertura
- Never Ever, di Tsubasa Imai (ep. 1-35)
- Dōkasen (導火線?), di BAZRA (ep. 36-52)

Sigla di chiusura
- Bokura (僕ら?), di BAZRA (ep. 1-14)
- Nana Navigation (ナナナビゲーション?), di Nanase Hoshii (ep. 15-32)
- Here we go!, di Missile Innovation (ep. 33-43)
- My Star, di Mika Kikuchi (ep. 44-51)